# Регино (баварский граф)
Регино (нем. Regino)  — граф в области Хоэнкаммера, Верхняя Бавария, недалеко от Фрайзинга.

## Биография
Происходил из баварского рода Хуоси. Точное родство с другими известными представителями этого рода неясно. Неизвестная по имени дочь графа Регино была замужем за Лиутпальдом I, графом в области Фрайзинга в 806-842 гг. Замок в управлявшейся графом Регино области Хоэнкаммера относится к более позднему времени и построен в XI в.